# Film d'amore e d'anarchia, ovvero 'stamattina alle 10 in via dei Fiori nella nota casa di tolleranza...'

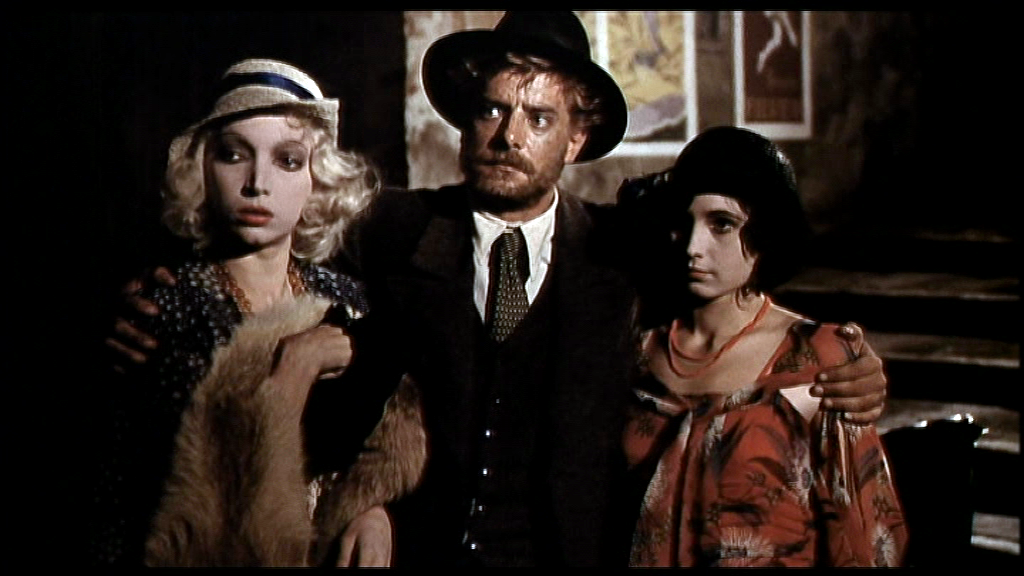
Fotograma do filme Film d'amore e d'anarchia de Lina Wertmüller

Film d'amore e d'anarchia, ovvero 'stamattina alle 10 in via dei Fiori nella nota casa di tolleranza...' (Brasil: Amor e Anarquia ) é um filme de drama italiano lançado em 1973 e dirigido por Lina Wertmüller.

## Sinopse
O filme se passa na Itália dos anos 30.Tonino é um camponês italiano ligado aos anarquistas,chega a Roma para matar Mussolini.Seu contato é com Salomé,que trabalha num bordel e o acolhe. Tonino acaba se apaixonando por uma das prostitutas e passa dois dias com ela,deixando o assassinato em segundo plano.